# جواو الثاني
جواو الثاني (بالبرتغالية: João II o Príncipe Perfeito‏) (3 مارس 1455 - 25 أكتوبر 1495) أمير البرتغال في الفترة ما بين 1455-1477م وملك البرتغال والغرب (1481/1477-1495) ومن معروف عنه أنه قام بإعادة إنشاء قوة العرش البرتغالي، وإعادة تنشيط اقتصادها، وتجديد التوسيع في أفريقيا والشرق.

## النشأة
ولد في لشبونة بحيث أنه نجل الملك أفونسو الخامس وزوجته أميرة البرتغال إيزابيل من كويمبرا، أصبح جواو الثاني ملكاً على البرتغال في عام 1477م عندما تقاعد والده الملك، لكنه أصبح الملك رسميّاً عام 1481م، بعد وفاة والده وسلفه.
عندما كان أميراً رافق جواو الثاني والده في حملاته في شمال أفريقيا وأصبح فارساً بعد تحقيق الاتنصار في فتح أصيلة في 1471. وفي عام 1473 تزوج من ابنة عمه ليونور من فيسيو وشقيقة الملك مانويل الأول لاحقاً.
لم يحظى جواو بشعبية كبيرة بين النبلاء في المملكة بحيث كان في مأمن من التأثير الخارجي، ويبدو أن يحتقر دسيسة النبلاء (بما في ذلك عديله فرناندو الثاني دوق براغانزا ) الذي يخاف من سياساته المستقبلي كملك.

## توطيد السلطة
بعد توليه العرش رسمياً عام 1481 قام بسلسلة من التدابير للحد من قوة الأستقراطية متضخمة إلى تركيز السلطة على نفسه، وعلى الفور بدأ النبلاء في التآمر. وتم تبادل رسائل شكوى ومناشدات للتدخل بين دوق براغانزا والملكة إيزابيلا الأولى من قشتالة، في عام 1483 تم اعتراض إحدى هذه المراسلات من قبل جواسيس الملك، وبذلك تم إدانة أسرة براغانزا، صادرت أراضيهم وأُعدم الدوق في لشبونة وفي حين نفيت أسرته نحو قشتالة كان الدوق المستقبلي صغيراً عندما تم اعدم والده، وتم ارجعهم من قبل الملك مانويل الأول لأن الدوق المعدوم كان متزوج شقيقة مانويل واصبح ابن أخته دوق لبراغانزا كـ خايمي الأول لاحقاً.
في السنة التالية، تم استدعاء دوق فيسيو ابن عمه وصهره، بحيث كان شقيق الملكة الأكبر إلى القصر وطعن حتى الموت على يد الملك نفسه لاشتباه به في مؤامرة جديدة، وأيضا أُعدم العديد من الأشخاص الآخرين إما بـ قتل أو نفيهم إلى قشتالة بما في ذلك أسقف لشبونة الذي مات مسموماً في السجن.
وفيما يتعلق بالنبلاء المتمردين ورد أن الملك ردد عبارة قائلاً فيه: «أنا رب الأرباب، وليس خادم خُدام» في أعقاب القمع، لم يتجرأ أحد في البلد على تحدي رأى الملك جواو، حتى أصبحت المؤامرات تتلاشى شيئاً فشيئاً خلال فترة حكمه، في حين أُجبر النبلاء الأخرين الذين وقفوا مع جواو على تسليم أنفسهم بتقديم تعهدات العامة لولاء؛ في المقابل قدمت لهم امتيازات معينة، ولكن لا يزال عليهم دفع الضرائب.

## اقتصاد البلاد
واجهت المملكة الإفلاس بحيث أظهر جواو مبادرة لحل الوضع من خلال إنشاء نظام مبتكرة والذي شارك فيه مجلس علماء دوراً حيوياً. ثم أجرى الملك تفتيش السكان والأعضاء الذين يتم اختيارهم من المجلس وفقاً لقدراتهم ومواهبهم وعرض عليهم وثائق التفويض، كانت تعرض عليه شكاوى شعبية وكان يتأثر في بعضه، في حين سياسات استكشاف (انظر أدناه) كانت ترد عليه أرباح كبيرة. حتى قبل معاهدة تردسيلهوس، كانت هذه الربح القادمة من الاستثمارات جواو الثاني في الاستكشافات والتوسع في الخارج حتى أصبحت العملة البرتغالية أقوى في أوروبا، المملكة يمكن جمع أخيرا الضرائب من تلقاء نفسها كما أن كل ديونها أصبحت تتلاشى، وذلك بفضل أساسا إلى مصدرها الذهب الرئيسية في ذلك الوقت، وساحل غينيا.

## الاستكشاف
استعاد جواو سياسات استكشاف الأطلسي الشهيرة وعمل على إحياء عمل عمه الأكبر هنريك الملاح، وكانت الاستكشافات البرتغالية لها الأولوية الرئيسية في الحكومة، مما دفع استكشاف جنوب الساحل المعروف في أفريقيا مع الغرض من اكتشاف الطريق البحري إلى الهند واقتحام تجارة التوابل خلال فترة حكمه، وتحققت الإنجازات التالية:
- 1482 - تأسيس القلعة الساحلية وآخر من التجارة ساو خورخي دا مينا (ألمينا).
- 1484 - اكتشاف نهر الكونغو عن طريق ديوغو كاو .
- 1488 - اكتشاف المرور من رأس الرجاء الصالح بواسطة بارثولوميو دياز في خليج موسيل.[1]
- 1493- بدء تسوية جزر ساو توميه وبرينسيب البرتغالية من قبل ألفارو كامينا.

تمويل الحملات الأراضي من قبل أفونسو دي بايفا وبيرو دا كوفيلها إلى الهند و إثيوبيا بحثا عن مملكة الراهب يوحنا.
بعض المؤرخين يجادل حول المدى الحقيقي لرحلات الاستكشاف البرتغالية خلال هذه الفترة، مدعون بأن كان للملك سياسة سرية؛ وفقاً لهذه النظرية بقيت بعض تنقلات سرية خوفاً من المنافسة وخاصة من دول الجوار مثل قشتالة،.دمرت بعض محفوظات التي ترجع إلى هذه الفترة في الحريق بعد زلزال لشبونة 1755 لاحقاً، وما لم يتلف أثناء الزلزال وإما سرق أو تلف خلال الحرب في شبه الجزيرة أو فقدت خلاف ذلك، لذلك أصبح مدى الحقيقي لاستكشافات جواو موضوع النقاش الأكاديمي.

## الصراع مع قشتالة
عندما عاد كولومبوس من رحلته كان يعتقد أنه استقر لأول مرة في لشبونة للمطالبة بإدعاء أفكاره أمام الملك جواو الثاني، وكان رد الملك جواو الثاني الوحيد أنه موقع معاهدة مسبوقة مع إسبانيابحيث يوضع الاكتشافات كولومبوس داخل نفوذ البرتغال، قبل أن يصل كولومبوس إلىإيزابيلا الأولى من قشتالة، قام جواو الثاني بإرسال رسالة تهديد مهدداً بإرسال هذا أسطول إلى للبرتغال. إسبانيا سارعت بسرعة إلى طاولة المفاوضات التي جرت في بلدة صغيرة قرب الحدود البرتغالية اسمه توردسيلاس، كان هناك أيضا الممثل البابوي خلال تلك المناسبة من أجل عمل كوسيط. ونتيجة لهذا خلق معاهدة توردسيلاس الشهيرة.
ولكن تقسيم العالم ليست هي المسألة الرئيسية بين الممالك الإيبيرية. إيزابيلا الأولى من قشتالة وفردناندو الثاني ملك أراغون كان لديهم العديد بنات، ولكن واحدة في النهاية أصبحت الملكة لاحقاً خوانا، أكبر بناتهم هي إيزابيلا كانت متزوجة من أفونسو، أمير البرتغال منذ الطفولة. كان أفونسو ابنه الوحيد وكان يُحب كثيراً، كان التداعيات تجري في ذلك على إذا توفي خوان ابن الملكة إيزابيلا الوحيد دون وريث، كان من المحتمل أن يكون يرث أفونسو ليس فقط البرتغال، وأيضا قشتالة وأراغون. كان هذا التهديد لـ قشتالة وأراغون بالفعل لأنها ستفقد استقلال حقيقي له، وبذلك الملوك الكاثوليك حاولوا بكل خدع دبلوماسية لحل الزفاف. وأخيراً في 1491 توفي الأمير أفونسو في ظروف غامضة من سقوط الحصان أثناء ركوب على ضفاف التاجة. ولم يثبت أبداً تأثير الملوك الكاثوليك في هذا الحادث، عادت زوجته إلى قشتالة لاحقاً، وبعد ذلك أرملته إيزابيلا أصبحت بالفعل الوريثة بعد وفاة شقيقه، جواو حاول حتى نهاية حياته إضفاء الشرعية على جورجي، دوق كويمبرا ابنه الغير الشرعي.

## وفاته
جواو الثاني توفي في ألفور يتراوح عمره بين 40 سنة فقط ودون أن يترك ولي العهد، وقد خلفه ابن عم مانويل الأول .
لقب بــ الأمير المثالي بحيث حصل عليه في وقت متأخر، وأشار عليه نيكولو مكيافيلي في كتابه الشهير الأمير، بحيث اعتبر جواو الثاني قد عاش حياته بالضبط ومثالية وفقا لفكرة الكاتب وبذلك استوحى له لقب الأمير المثالي، ومع ذلك كان محل اعجاب، وتم وصفه بأنه واحداً من أعظم ملوك أوروبا من وقته.